# Organisation territoriale du Royaume-Uni

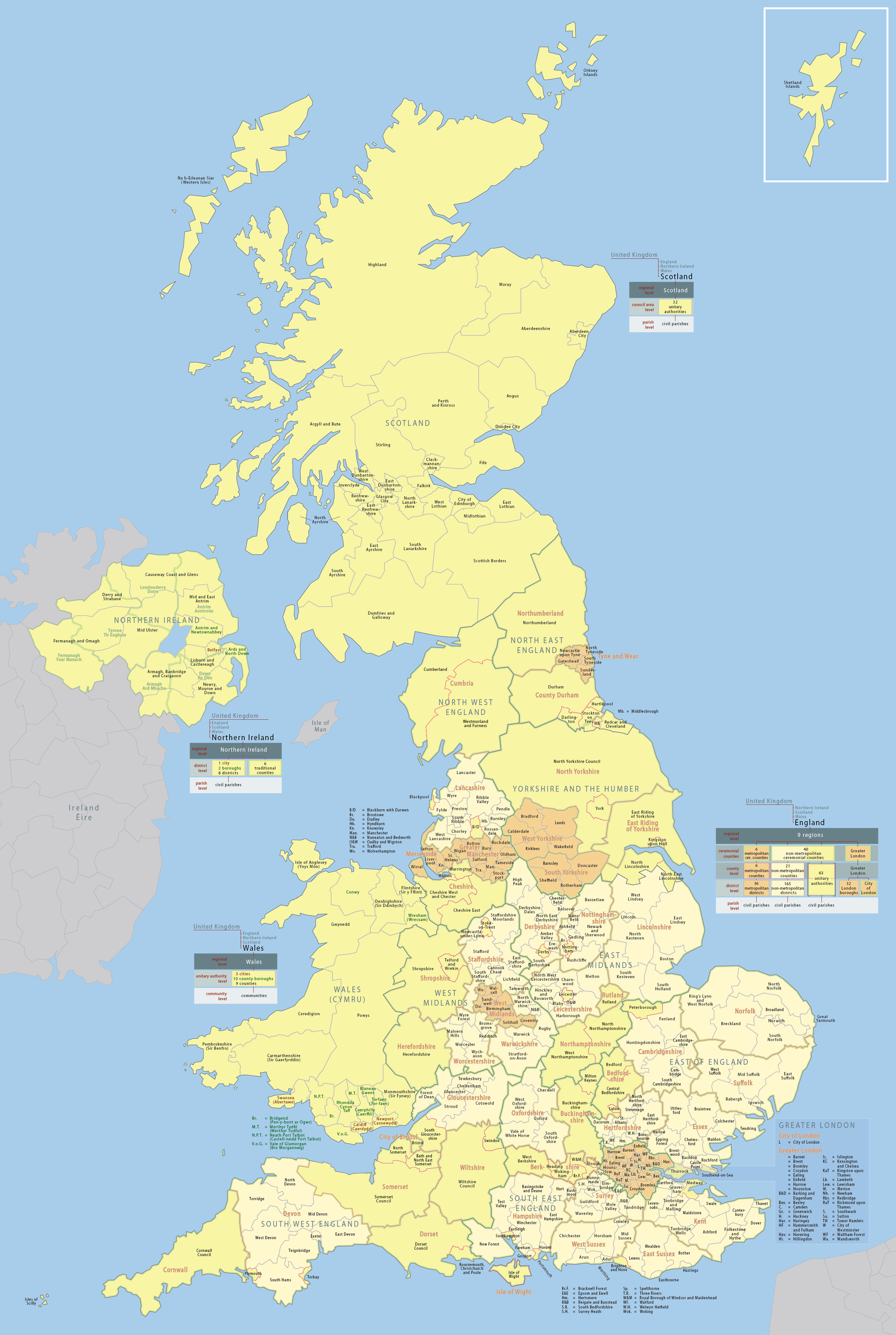
Carte des divisions administratives du Royaume-Uni.

L'organisation territoriale du Royaume-Uni, État d'Europe du nord-ouest composé de l'Angleterre, de l'Écosse, du pays de Galles et de l'Irlande du Nord, est complexe. De nombreux échelons répartis de matière hétérogène sur tout le territoire y coexistent, chacune des quatre nations constitutives ayant son propre système de démarcation administratif et géographique et de gouvernements locaux. Par conséquent, il n'y a pas de collectivités territoriales communes englobant la totalité du Royaume-Uni.
Du fait qu'il n'y a pas de codification de la constitution britannique et de l'histoire de la formation du Royaume-Uni, une grande variété de termes est utilisée pour faire référence aux collectivités des nations constitutives. Bien que les quatre Nations constituantes soient importantes dans les cadres gouvernementaux et légaux, elles ne peuvent être comparées aux subdivisions administratives de la plupart des autres États. L'Angleterre et le pays de Galles sont regroupés administrativement pour des raisons de législation : généralement, ils partagent les mêmes lois. Ceci est dû au fait qu'historiquement, le pays de Galles a été une principauté plutôt qu'un royaume.
Historiquement, les subdivisions du Royaume-Uni étaient les comtés et les paroisses, parallèlement à l’émergence d'un parlement commun aux nations constitutives qui permit l’apparition de subdivisions pan-Royaume-Uni que sont les wards et les constituencies. Parmi les divisions contemporaines se trouvent les lieutenancy areas et les territoires statistiques définis dans le cadre des systèmes d'Eurostat et ISO 3166-2:GB.

## Histoire

Diagramme d'Euler des îles britanniques.

L'organisation territoriale s'est formée au travers d'une union politique entre les deux anciens États souverains : le Royaume d'Angleterre (qui comprenait la principauté de Galles) et le Royaume d’Écosse par l'Acte d'Union de 1707 pour former le Royaume de Grande-Bretagne (1707-1800) ; suivi par l’Acte d'Union de 1800 qui unit la Grande-Bretagne et le Royaume d'Irlande pour former le Royaume-Uni de Grande-Bretagne et d'Irlande. L'indépendance de l'État libre d'Irlande en 1922 et la partition de l'Irlande fit naître l’actuel Royaume-Uni de Grande-Bretagne et d'Irlande du Nord.
Le pays de Galles fut incorporé dans le système légal anglais par l'Acte d'Union de 1536, le précédent Statut de Rhuddlan a restreint – mais n’a pas aboli – le droit gallois après la conquête édouardienne de 1282. En conséquence, l'Angleterre et pays de Galles sont considérés comme une seule entité dans certains domaines (les deux nations constitutives appliquent le droit anglais, tandis que l’Écosse et l'Irlande du Nord appliquent respectivement le droit écossais et le droit d'Irlande du Nord).
L'Irlande du Nord a été la première nation constitutive du Royaume-Uni à avoir un gouvernement, grâce au Government of Ireland Act 1920, jusqu'à ce que le Parlement d'Irlande du Nord soit suspendu en 1972. Après une période de Direct Rule du gouvernement du Royaume-Uni, et certaines tentatives avortées de rétablir un gouvernement local durant les Troubles, l'actuelle Assemblée nord-irlandaise fut rétablie en 1998. L'histoire complexe de l’Irlande du Nord a conduit à différentes observations sur son statut. Le terme de « Province » est utilisé par les unionistes et les commentateurs britanniques pour faire référence à l'Irlande du Nord, mais n’est pas utilisé par les nationalistes.

## Nations constitutives

### Angleterre

Les divisions de l'Angleterre

L'Angleterre n'a pas de législature ou gouvernement national déconcentré. Les plus hautes subdivisions de l’Angleterre sont les neuf régions. La région de Londres, appelée le Grand Londres, est divisée en trente-deux districts londoniens et la Cité de Londres. Elle est administrée par la Greater London Authority, et par la London Assembly élus directement. Les autres régions se composent de comtés métropolitains et non-métropolitains et d'autorités unitaires. Les comtés sont eux-mêmes subdivisés en districts (qui peuvent être appelés « cités », « arrondissements », « arrondissements royaux », « arrondissements métropolitains », ou « districts »). Les autorités unitaires combinent les compétences des comtés et des districts.
En dessous des districts se trouvent les paroisses civiles, bien que leur répartition ne soit pas uniforme. Des Conseils de paroisse ou de ville existent dans les petites villes et les villages, mais ils existent rarement pour les communautés au sein des zones urbaines. Ils ne peuvent exister dans la région du Grand Londres.
Traditionnellement l'Angleterre est divisée, bien que ce ne soient pas des divisions administratives, en comtés cérémoniaux, qui, dans la plupart des cas, correspondent aux anciens comtés traditionnels. Chaque comté cérémonial a, à sa tête, un lord-lieutenant qui représente le monarque.

### Écosse
L'Écosse dispose d'une législature dévolue, le Parlement écossais, avec un gouvernement, appelé le Gouvernement écossais depuis 2007. Ce dernier est légalement désigné comme « exécutif écossais » dans le Scotland Act de 1998 et par le Gouvernement du Royaume-Uni.
En dessous de l’échelon national, l'Écosse se compose de council areas. En dessous de ces subdivisions uniformes, il y a plusieurs niveaux d’area committees et quelques conseils de communauté.

### Irlande du Nord
L'Irlande du Nord dispose d'une Assemblée nord-irlandaise et de l'Exécutif nord-irlandais établi par l'Accord du Vendredi saint. Durant certaines périodes, les institutions dévolues ont été suspendues, le gouvernement exécutif de l’Irlande du Nord était administré directement par le Secrétaire d'État pour l'Irlande du Nord et les lois votées par le Parlement du Royaume-Uni – appelé le « Direct Rule » en contraste avec la dévolution.
En matière de gouvernement local, l'Irlande du Nord est subdivisée en vingt-six districts (onze depuis 2015), qui sont des autorités unitaires. L'Irlande du Nord est divisée en six comtés traditionnels. Bien que très utilisé, ils n'ont plus de fonctions administratives.

### Pays de Galles
Le pays de Galles possède une Assemblée dévolue élue : l'Assemblée nationale de Galles, ainsi que le gouvernement gallois.
En dessous du niveau national, le pays de Galles se compose de 22 autorités unitaires, de dix arrondissements de comtés, de neuf comtés, et de trois villes. En dessous, il y a des conseils de communauté qui ont des pouvoirs similaires aux Conseils de paroisse anglais.
Le pays de Galles est aussi divisés en comtés préservés qui sont utilisés à des fins cérémonielles et n'ont plus de fonctions administratives.

## Circonscriptions électorales
Dans le cadre du Parlement du Royaume-Uni, chaque circonscription ou division électorale, appelée constituency, élit un député pour le représenter la Chambre des communes du Royaume-Uni. Les wards du Royaume-Uni sont des districts électoraux au niveau subnational représenté par un ou plusieurs conseillers. C'est l'unité de base de la géographie électorale britannique (à l'exception des Sorlingues).

## Autres subdivisions

### Subdivisions informelles
En plus des subdivisions administratives, il existe un certain nombre de régions, de dénominations régionales informelles utilisées à des fins historiques et spéciales. Certaines de ces régions, telles que les Highlands d’Écosse ont ou ont eu, dans une certaine mesure, des limites claires. D'autres, comme l'aire urbaine de Londres, sont plus diffuses. Encore, certaines régions comme celle de Snowdonia (Eryri) est délimité de matière formelle dans certains contextes ; dans ce cas, un parc national. D'autres, comme The Fens, dans l’est de l’Angleterre sont bien définis géographiquement mais ne forment pas une entité officielle.

### Subdivisions européennes
Dans le cadre de l’Union européenne, l'agence statistique Eurostat a établi une nomenclature d'unités territoriales statistiques (NUTS) réparti sur trois échelons, ainsi qu'un classement des unités administratives locales (LAU) réparti sur deux niveaux.

### Dépendances de la Couronne et territoires d'outre-mer
Le Royaume-Uni a 14 territoires britanniques d'outre-mer répartis tout autour du globe. Contrairement aux anciennes puissances coloniales, le gouvernement britannique ne classifie pas ses possessions d'outre-mer comme subdivisions du Royaume-Uni en lui-même ; à la place, chaque territoire est considéré, en droit, comme une juridiction à part entière. La plupart d'entre eux a sa propre législature et un degré d'autonomie supérieur à celui habituellement dévolu aux nations constituantes, dont l'indépendance fiscale.
Cependant, le Royaume-Uni retient un certain nombre de compétences dans l'ensemble de ces territoires, allant, actuellement, d'un contrôle politique total à une présence principalement cérémoniale. Les domaines réservés principaux sont la diplomatie, les traités internationaux, la défense et la sécurité. Le Royaume-Uni maintient, sur l’ensemble de ses territoires, une responsabilité résiduelle en matière de « bonne gouvernance » et certains concepts constitutionnels diffus (qui ont notamment été utilisés dans l'imposition du principe de Direct Rule dans les Îles Turks-et-Caïcos après des allégations de corruption. Le Parlement du Royaume-Uni et le gouvernement britannique, au travers du Conseil privé, retiennent tous deux le pouvoir de légiférer pour les territoires — bien que, par convention, ils ne le font qu'après le consentement des gouvernements locaux concernés.
Les trois dépendances de la Couronne au sein des îles britanniques sont des territoires appartenant à la Couronne britannique sans pour autant être rattachés au Royaume-Uni. Par exemple l'île de Man, l'île de Wight et les îles Anglo-Normandes.
La Principauté de Sealand, située au large de l'Angleterre est une micronation rattachée au Royaume-Uni (aucun pays membre de l'Organisation des Nations unies ne reconnaît l'indépendance de ce minuscule territoire peuplé de 5 habitants seulement et d'une superficie d'à peine 550 mètres carrés).